# John Baskerville

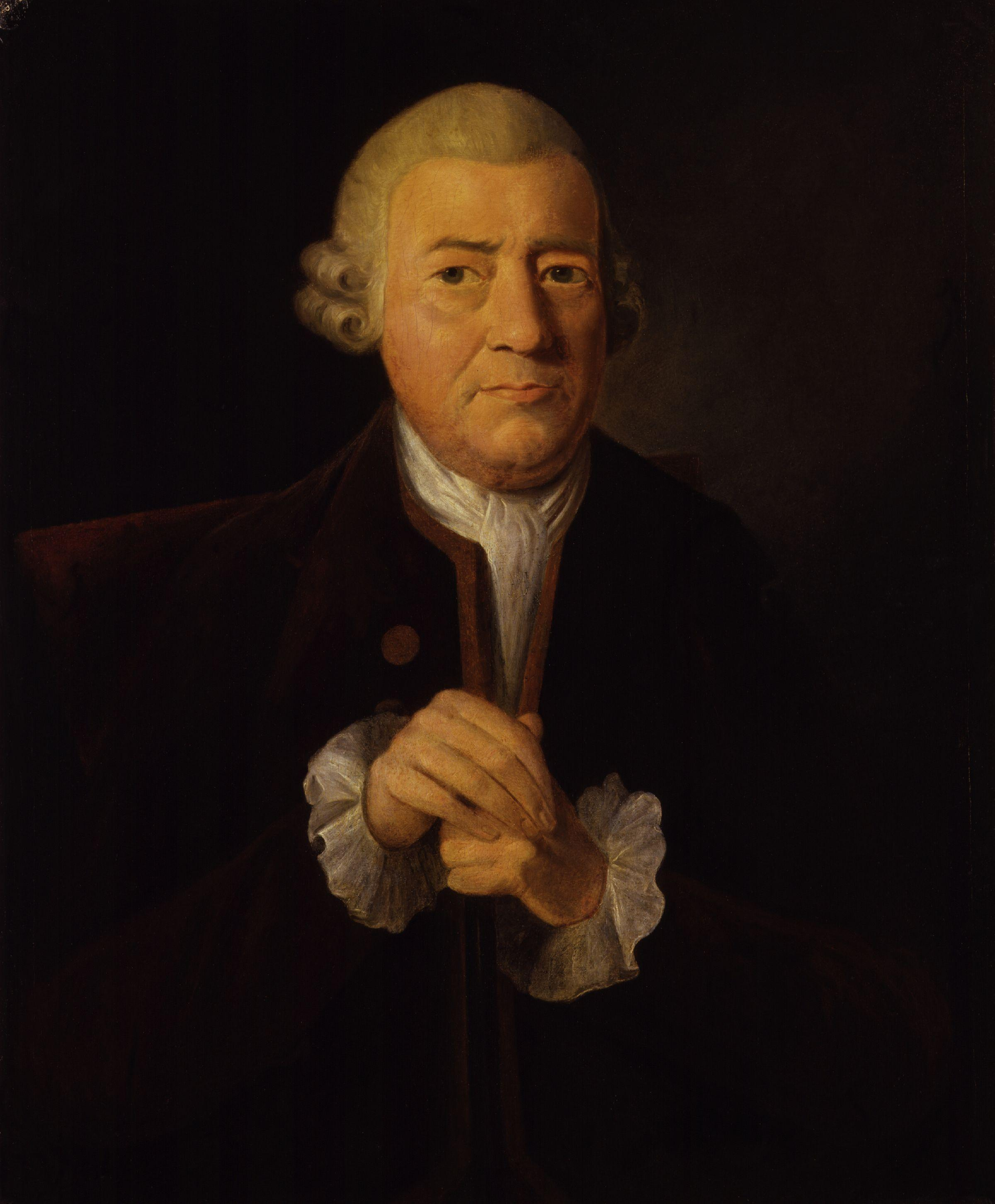
John Baskerville

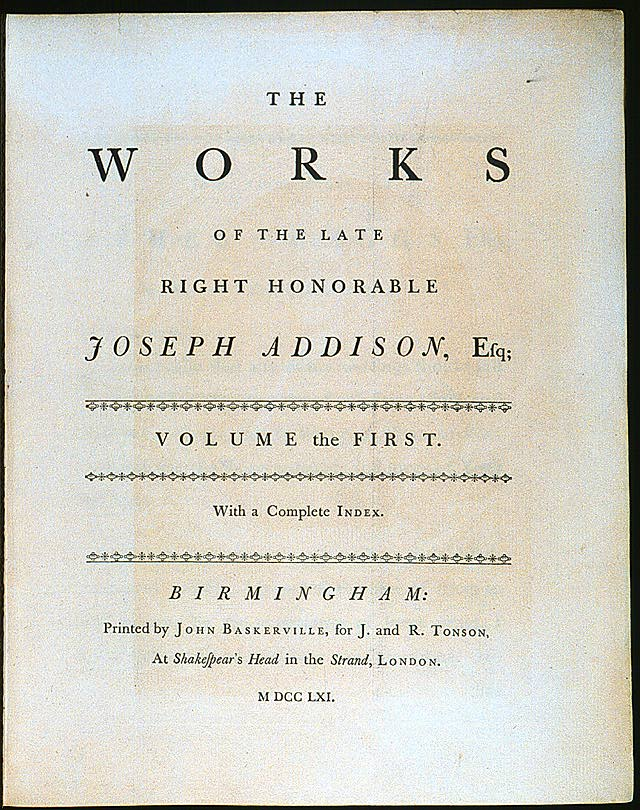
Titelblatt, gedruckt von John Baskerville

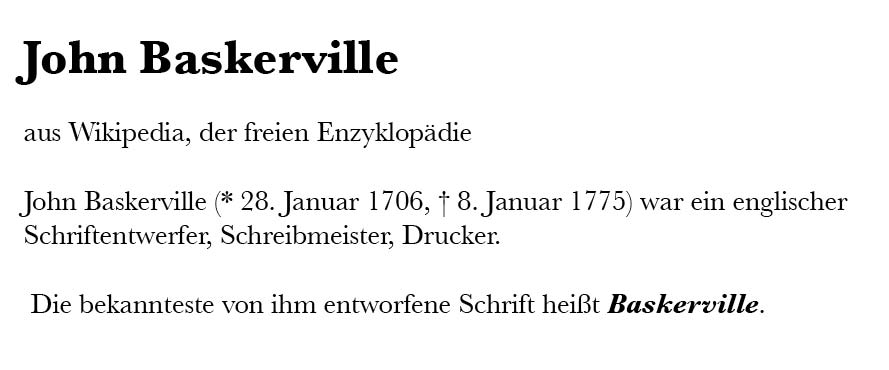
Heutige Baskerville-Schrift

John Baskerville (* 28. Januar 1706 in Wolverley; † 8. Januar 1775 in Birmingham) war ein englischer Typograf, Schreibmeister, Drucker und Mitglied der Royal Society of Arts.

## Leben
John Baskerville lebte seit 1726 als Schreibmeister und Steinschneider in Birmingham. Ein auf Japanlack spezialisiertes Lackierunternehmen, das er ab 1738 betrieb, machte ihn wirtschaftlich unabhängig und versetzte ihn in die Lage, sich mit Buchdruck und Schriftgießerei zu beschäftigen. Da ihm die zeitüblichen Schrifttypen, die sich in England seit William Caslon kaum geändert hatten, nicht zusagten, begann er um 1750 damit, eigene Schriftarten zu schneiden. 1754 wurden erstmals Schriftproben von ihm veröffentlicht; von 1757 bis zu seinem Tode wirkte er als Stempelschneider und Drucker in London.
Eine seiner ersten größeren Veröffentlichungen war eine Ausgabe der Werke Vergils (1757). Baskervilles neue Schriften fanden bald öffentlichen Beifall, schon 1758 wurde er zum Direktor der Cambridge University Press ernannt, was ein außerordentliches Ehrenamt darstellte. Einige seiner nächsten Hauptwerke waren weitere Editionen lateinischer Klassiker; berühmt wurden die Doppelausgabe von Juvenal und Persius (1761) sowie die beiden Horaz-Ausgaben (1762, erneut 1770). Während unter Baskervilles Zeitgenossen vor allem diese Klassiker-Ausgaben europaweit Aufsehen erregten und eine bedeutende Anregung für die Vollender der klassizistischen Antiqua Firmin Didot und Giambattista Bodoni darstellten, sind heute Baskervilles englischsprachige Drucke noch bekannter, besonders das Book of Common Prayer (1760/62) und das Neue Testament (1763).
Finanzielle Schwierigkeiten veranlassten Baskerville zwischen 1762 und 1767, über den Verkauf seiner Gießerei und seiner Druckerei zu verhandeln. Von den Brüdern Molini erhielt er 1771 den Auftrag, eine Ausgabe von Ariosts Orlando furioso zu drucken, die 1773 erschien. Die von ihm entworfenen Schriften wurden schon zu seinen Lebzeiten häufig imitiert und leben bis heute unter dem Namen Baskerville fort. Nach seinem Tode kaufte eine Pariser literarische Gesellschaft, der Beaumarchais vorstand, Baskervilles gesamten Drucktypen-Nachlass von der Witwe für den ungeheuren Preis von 3.700 Pfund oder (nach anderen Quellen) 92.000 Francs. Beaumarchais ließ damit in Kehl eine Prachtausgabe der Werke Voltaires drucken.
Baskerville war Atheist und wurde auf eigenen Wunsch in „ungeweihter Erde“ auf seinem Anwesen beigesetzt. Nach dem Tod seiner Frau Sarah wechselte das Grundstück mehrfach den Eigentümer. Als man 1821 auf diesem Grundstück einen Kanal anlegte, wurde Baskervilles Sarg freigelegt und geöffnet. Mehrere Priester verweigerten die Beisetzung; sein mumifizierter Leichnam wurde in den beiden großen Warenhäusern Birminghams zur Schau gestellt. Einige Jahre später wurde er in der Krypta der Christ Church von Birmingham beigesetzt; 1899 wurde er auf dem Warstone Lane Cemetery bestattet.